# Stutz Motor Company
La Stutz Motor Company  (también conocida simplemente como Stutz) fue un fabricante estadounidense de coches de lujo, radicado en Indianápolis (Indiana). Produjo vehículos desde 1911 hasta su cierre en 1935. La marca reapareció en 1968 con el nombre  Stutz Motor Car of America, Inc., orientada a producir modelos con un sello retro característico. A pesar de que la compañía todavía permanece en activo, la venta de vehículos con la marca Stutz cesó en 1995. Durante su andadura, Stutz fue reconocido como un fabricante de coches rápidos (diseñó el primer coche deportivo estadounidense) y lujosos.

## Historia

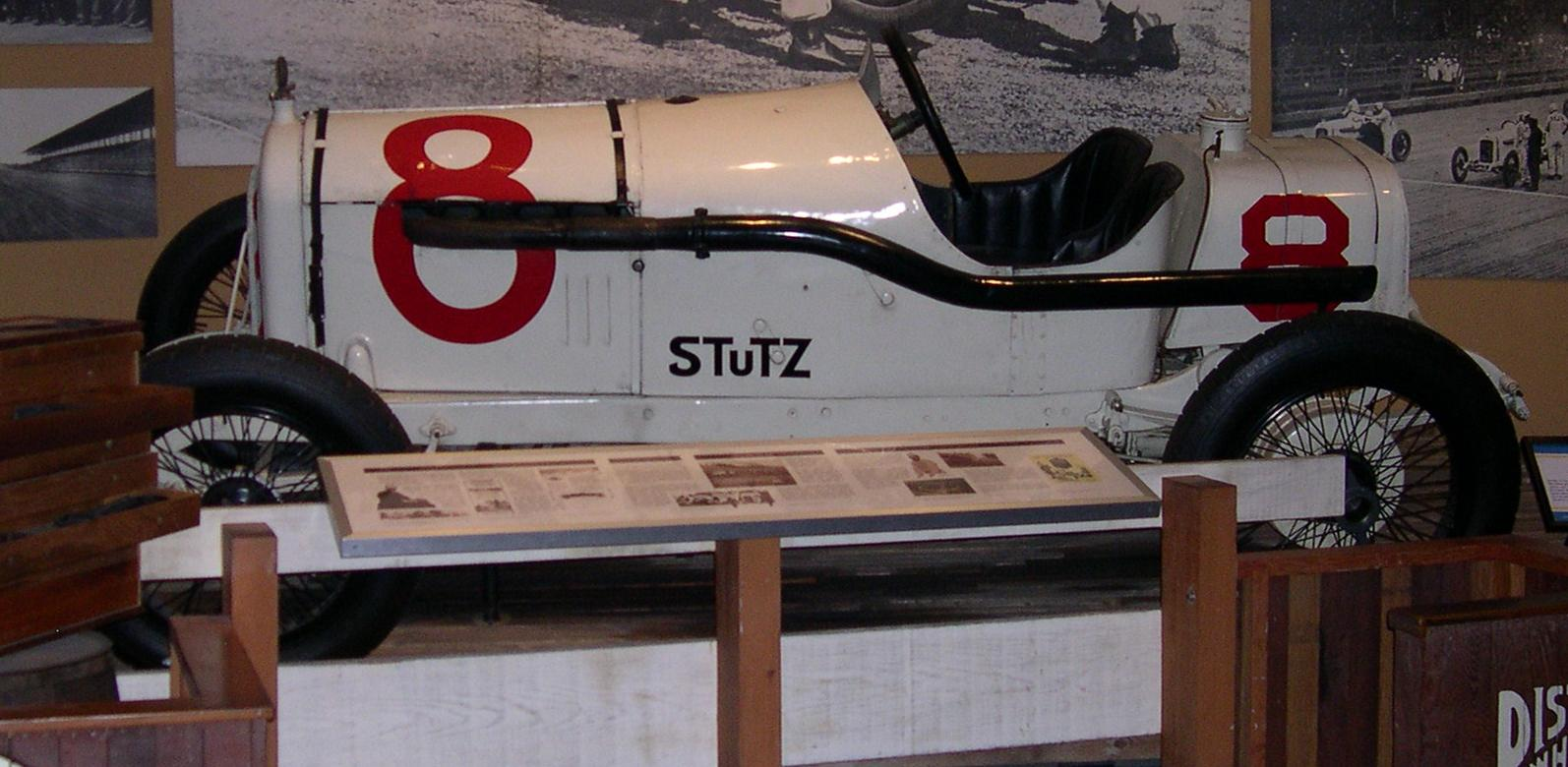
1915. Deportivo Stutz White Squadron, en el Petersen Automotive Museum.

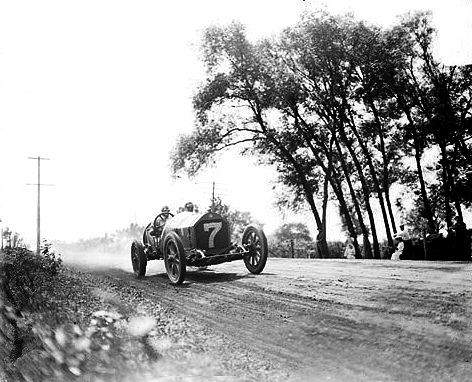
1912. Vehículo de competición Stutz

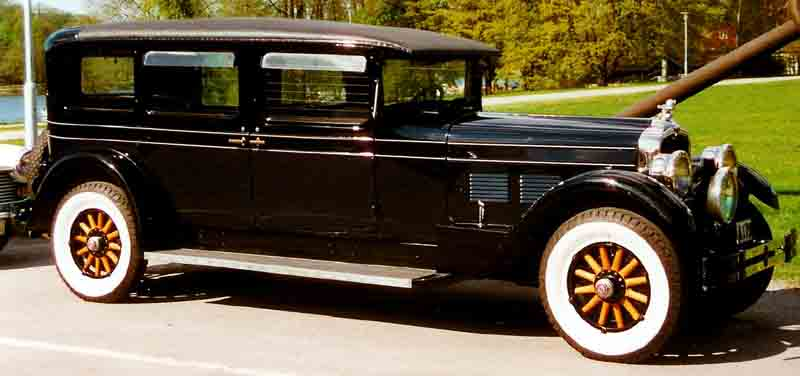
1927 Stutz Vertical Eight AA Limousine

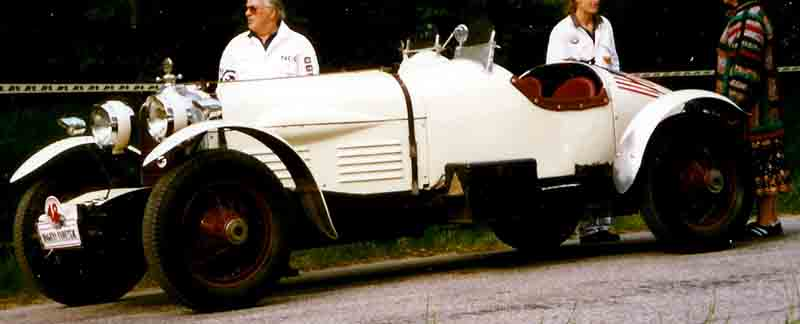
1928 Stutz Blackhawk 5-Litre Indyracer

La compañía fue fundada en Indianápolis con el nombre de Ideal Motor Car Company en 1911. La Ideal  inscribió aquel año un coche en las 500 Millas de Indianápolis (acabó en la posición 11) haciéndose merecedor del mensaje publicitario que lo presentaba como "El coche hecho bueno en un solo día". Al año siguiente, el fundador Harry C. Stutz, rebautizó la compañía con su nombre, y comenzó a vender descapotables deportivos de alto rendimiento, como el famoso Stutz Bearcat con un motor de cuatro cilindros y el novedoso sistema de cuatro válvulas por cilindro. También desarrolló el chasis integrado con la carrocería, una invención que sigue en uso hoy en día, mejorando notablemente la seguridad y el paso en curva de los vehículos de motor.
En 1919, Stutz tuvo que vender la empresa por problemas financieros al principal accionista de la compañía, Allan A. Ryan, que la llevó a la quiebra.
En 1922, el magnate del acero Charles M. Schwab y otros dos inversores se hacen con el control de la compañía. Los nuevos dueños contrataron en 1923 a Frederick Ewan Moskowics (procedente de Daimler), quien rápidamente orientó la compañía a la fabricación de coches especialmente seguros, un tema recurrente en la industria del automóvil. En el caso de Stutz, sus modelos incluían vidrios de seguridad, un centro de gravedad bajo para mejorar la conducción, y una transmisión que sujetaba el coche cuesta arriba sin necesidad de frenar, denominado "Noback".
Un avance notable en 1931 fue el motor DOHC de 8 cilindros en línea y 32 válvulas (diseñado por Fred Duesenberg), denominado "DV32" (DV por  'Doble Válvula'). Esto sucedió durante la llamada "carrera de cilindros" de comienzos de la década de 1930, cuando los fabricantes de coches de lujo competían para producir motores cada vez con mayor número de cilindros. Paradójicamente (Stutz no tenía los recursos necesarios para diseñar un motor más grande), el DV32 fue producido en cantidades mucho mayores que cualquiera de sus competidores, que anunciaban mecánicas de 12 y hasta de 16 cilindros en sus coches.
En 1927, un Stutz estableció un récord mundial, promediando una velocidad de 68 mph (109.5 km/h) durante 24 horas. Al año siguiente, un Stutz de 4.9 litros pilotado por Robert Bloch y Edouard Brisson acabó segundo en las 24 Horas de Le Mans (únicamente superado por el Bentley 4.5 litros de Rubin y Barnato, gracias a una avería en la caja de cambios del Stutz que le hizo perder la marcha superior a 90 minutos de la bandera final), siendo el mejor resultado de un coche estadounidense hasta 1966.
Ese mismo año, el ingeniero de desarrollo Frank Lockhart utilizó un par de motores DOHC sobrealimentados de 1.5 litros en su Stutz Black Hawk Special con carrocería aerodinámica, logrando otro récord de velocidad en Daytona, al alcanzar los 106.53 mph (171.3 km/h) con el vehículo conducido por Gil Anderson.
En 1929, tres coches Stutz, con la carrocería diseñada por Gordon Buehrig, y con motor sobrealimentado de 8 cilindros, 5.3 litros y 155 hp de potencia, corrieron en Le Mans. Philippe de Rothschild y Guy Bouriat obtuvieron la quinta posición después de que los otros dos coches se averiasen con los depósitos de combustible partidos.
La producción de Stutz cesó en 1935, después de haber fabricado unos 35,000 coches. La antigua fábrica de Indianápolis es hoy en día el Centro Empresarial Stutz, que acoge a más de ochenta artistas, escultores, fotógrafos, diseñadores, arquitectos, y artesanos.

## Stutz Motor Car of America

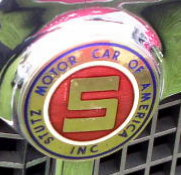
Emblema de la SMCA

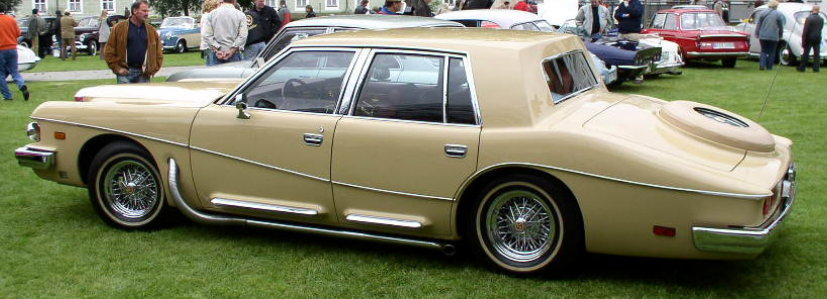
1979 Stutz IV-Porte

Virgil Exner tuvo más suerte con la marca Stutz. En agosto de 1968, el banquero neoyorquino James O'Donnell recaudó los fondos necesarios para lanzar la Stutz Motor Car of América. 
Un prototipo del Stutz Blackhawk proyectado por Exner fue carrozado por Ghia, siendo presentado en 1970. Todos sus modelos utilizaban transmisiones automáticas (fabricadas por General Motors), bandas perimetrales de refuerzo en la carrocería, dirección asistida y servofrenos con discos en las ruedas delanteras. Estaban profusamente equipados con todas las características de lujo posibles, tales como ventanas eléctricas, aire acondicionado, cierre centralizado, y asientos motorizados tapizados en cuero. El modelo sedán incluía una característica consola para bebidas en el asiento trasero. Los motores eran grandes V-8, originalmente de 6.6 o 7.5 litros. En 1984 los modelos Victoria, Blackhawk y Bearcat utilizaban un motor de 5,736 cc de 160 caballos, y el modelo Royale equipaba un motor Oldsmobile de 6,962 cc, que desarrollaba unos modestos 180 caballos (130 kW).
En su reaparición, Stutz tuvo un éxito razonable, vendiendo sus rediseñados modelos Blackhawk, Bearcat, Royale Limousine, IV Porte, y Victoria. Elvis Presley compró su primer Blackhawk en 1971, y más tarde adquirió otros tres. Frank Sinatra, Dean Martin, Evel Knievel, Barry White y Sammy Davis Jr., eran clientes de Stutz. El Blackhawk de Lucille Ball fue exhibido en el Hotel Imperial Palace de Las Vegas. Aun así, debido a su coste desorbitado (el Stutz era apodado como "El Coche más Caro del Mundo": en 1984, una limusina Royale costaba 285,000 dólares, y un cupé Blackhawk por encima de los 115,000) la producción era muy limitada, y se estima que solo 617 coches salieron de fábrica durante los veinticinco años de existencia de la compañía (1971–1995).
Warren Liu se convirtió en máximo accionista y director de SMCA, Inc. en 1982, registrando la marca a su nombre en 1987. Las ventas de Stutz empezaron a decaer en 1985 y continuaron bajando hasta 1995. Pese a que la marca sigue legalmente activa, no ha vuelto a producir vehículos desde entonces, dedicándose únicamente a la gestión de las marcas y patentes de su propiedad.

## Modelos de Stutz
- Stutz Motor Company
  - 1911–1925 Bearcat
  - 1926–1935 8-Cylinder
- Stutz Motor Car of America
  - 1970–1987 Blackhawk (cupé)

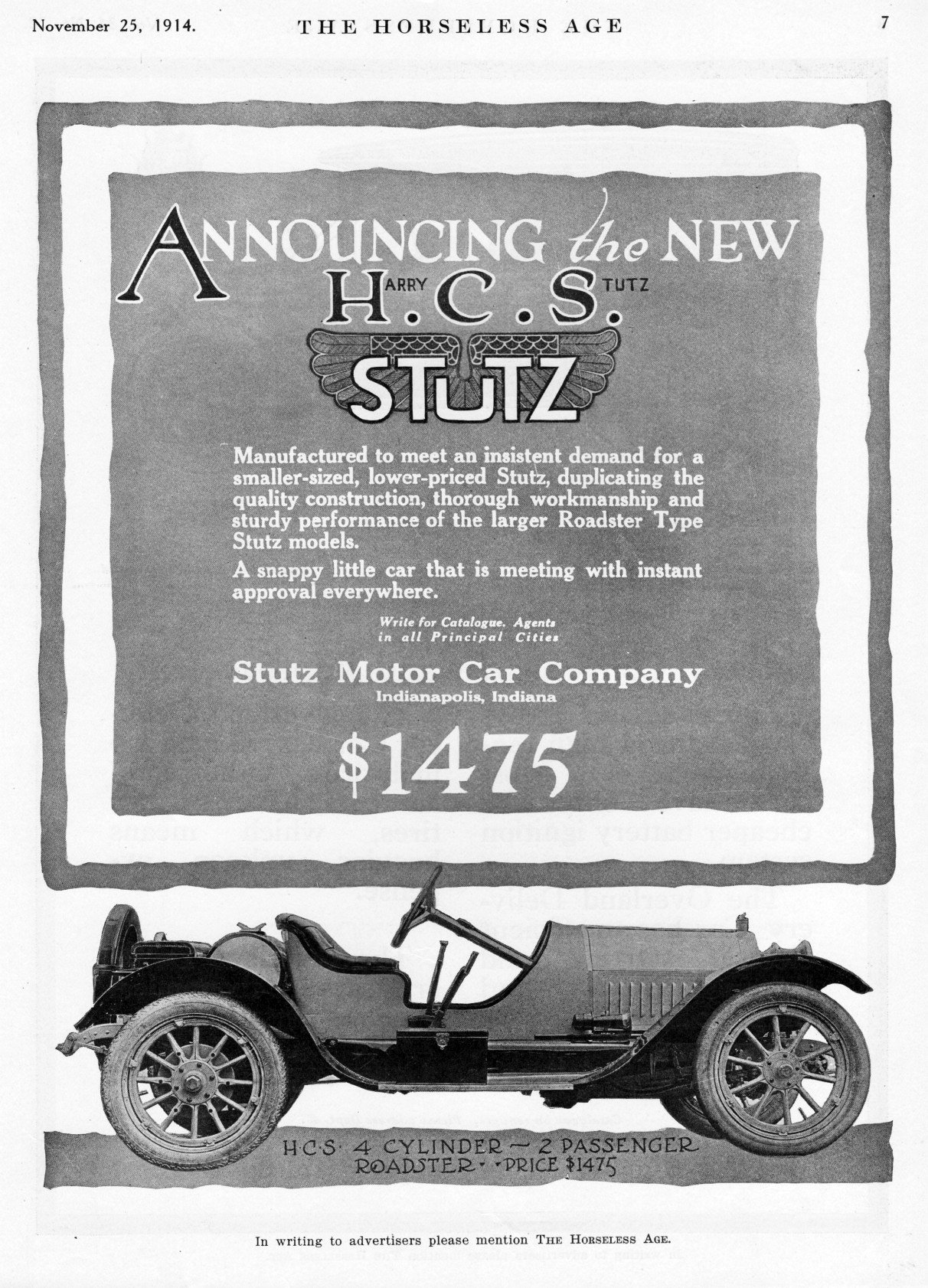
Anuncio del Stutz H.C.S. Roadster de 1915

    - 1970–1979 - basado en el Pontiac Grand Prix
    - 1980–1987 - basado en el Pontiac Bonneville

  - 1979–1992 Bearcat (convertible)
    - 1977 - una versión del Blackhawk
    - 1979 - basado en el Pontiac Grand Prix
    - 1980–1986 - basado en el Pontiac Bonneville o en el Oldsmobile Delta 88 Royale
    - 1987–1992 - basado en el Pontiac Firebird

  - 1970–1980 Duplex/IV-Porte/Victoria (sedan)
    - 197? Duplex
    - 1977–1980 IV-Porte - basado en el Pontiac Bonneville o en el Oldsmobile Delta 88 Royale
    - 1981– Victoria

  - Diplomática/Royale (limousine)
    - Diplomática - basado en el Cadillac DeVille
    - Royale - super-long limo

  - 1984– Defender/Gazelle/Bear - vehículo armado basado en el Chevrolet Suburban SUV
    - Gazelle - SUV militar montando una machine gun
    - Bear - four-door convertible

## Stutz en la cultura popular
- Aparece un Stutz de los años 1920 en Compulsion, una película estadounidense de género dramático del año 1959, dirigida por Richard Fleischer y protagonizada por Orson Welles, Dean Stockwell y Bradford Dillman.[10]
- En 1971, la serie televisiva estadounidense de vida efímera Bearcats!, incluía un Stutz Bearcat (los coches reales utilizados eran réplicas de un Bearcat de 1914, encargados al constructor George Barris).
- En la película estadounidense "Parenthood" de 1989, Jason Robards recibe de su hijo un coche de juguete. Robards exclama con emoción: "¡Un Stutz!"
- En septiembre de 2012, en un episodio de la serie "Counting Cars", se localiza y restaura el Stutz IV-Porte que fue propiedad de Barry White.[11]
- En el episodio de la serie Días Felices titulado "En el Nombre del Amor", Howard Cuttingham cuenta a su hijo, Richie, cómo Marion se enamoró de un hombre que "conducía un Stutz Bearcat y llevaba un abrigo de piel de mapache" antes de casarse.
- En la serie Los Simpson, el Señor Burns posee un Stutz Bearcat de 1936, en el que escapa con Homer y con Smithers cuando les persigue el FBI.